# Karmelitenkloster St. Josef (Regensburg)

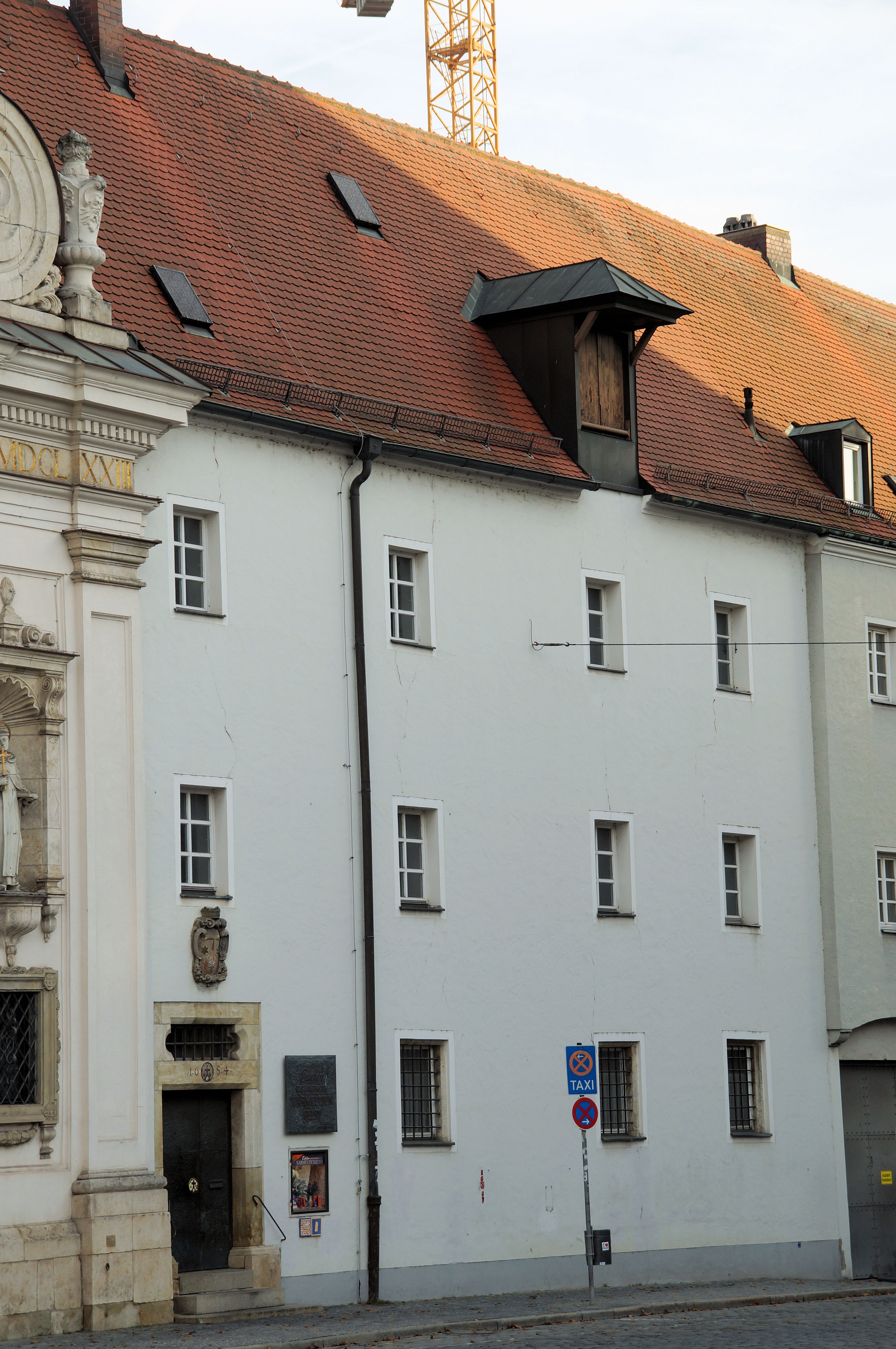
Pforte des Karmelitenklosters St. Josef am Alten Kornmarkt

Das Karmelitenkloster St. Josef in der Altstadt von Regensburg ist ein Kloster der Unbeschuhten Karmeliten, die seit 1635 ununterbrochen in Regensburg wirken. Während der Säkularisation war der Konvent zwischen 1812 und 1836 zwar aufgehoben, dennoch waren stets zwei Ordensbrüder im Kloster, die weiterhin den beliebten Karmelitengeist produzierten. Nach der schwierigen Phase der Säkularisation zu Beginn des 19. Jahrhunderts wurde das Kloster im Jahr 1836 wiederbelebt und besteht bis heute fort. Zu dem Kloster gehört auch die hochbarocke Klosterkirche St. Josef.

## Geschichte

### Karmelitische Vorgeschichte in Regensburg
Der erste Konvent der älteren Observanz, der um 1290 in die Stadt kam und das Kloster St. Oswald errichtete, verließ Regensburg bereits nach rund 80 Jahren wieder und gründete das Karmelitenkloster Straubing.

### Ansiedlung der Unbeschuhten Karmeliten und Bau des Konvents im 17. Jahrhundert
Fast 300 Jahre kamen nun Unbeschuhte Karmeliten nach Regensburg. Im Jahr 1634 berief Kaiser Ferdinand II. zwei Vertreter dieses Ordens in die Freie Reichsstadt Regensburg. Die Unbeschuhten Karmeliten waren nach den Franziskaner-Reformaten, den Kapuzinern und den Jesuiten der vierte Orden, der im Zuge der Gegenreformation hierher geholt wurde. So zogen im Januar 1635 der spanische Pater Joseph und der deutsche Bruder Matthias vorläufig in die Räumlichkeiten der Johanniterkommende St. Leonhard ein. Diese war zuvor als Lazarett und Seuchenspital genutzt worden.
Der Kauf eines Hauses am heutigen Bismarckplatz, in dem ein Karmelitenkloster errichtet werden sollte, wurde im Jahr 1640 von der protestantisch geführten Reichsstadt verhindert, der eine weitere klösterliche Gemeinschaft innerhalb ihrer Mauern ein Dorn im Auge war. Ein Jahr später, 1641, konnten aber am Alten Kornmarkt der ehemalige Bamberger und Freisinger Bischofshof, beide exterritorial, und das ehemalige Gasthaus zum Weißen Lamm für insgesamt rund 20.000 Gulden angekauft werden. Auch diese Aktion wurde vom katholischen Kaiserhaus stark gefördert. Am 24. August 1641 wurde die erste heilige Messe in der ehemaligen Kastuluskapelle des Freisinger Bischofshofes gefeiert. Kaiser Ferdinand III. und seine Gemahlin Maria waren dort anwesend, genauso wie am 12. Oktober 1641 zur Grundsteinlegung für den Klosterbau.
Aufgrund der enormen Zinslast waren jedoch zahlreiche weitere Geld- und Sachspenden des Kaisers, anderer Angehöriger des Hochadels und der Stadt Regensburg (die allerdings heimlich spendete) nötig, um den Klosterbau 1655 vollenden zu können. Erst 1653 hatte man die ruinösen Altbauten abbrechen und mit dem Neubau beginnen können. Nach Überwindung erneuter finanzieller Schwierigkeiten konnte ab 1660 eine hochbarocke Klosterkirche erbaut werden, die 1673 fertiggestellt wurde. Bereits ein Jahr zuvor war sie konsekriert worden. Die Weihe des von Kaiser Leopold I. gestifteten, heute nicht mehr vorhandenen Hochaltares und dreier Seitenaltäre wurde 1693 vorgenommen.

### Höhepunkt des klösterlichen Lebens und Säkularisation
Mit den wachsenden seelsorglichen Aufgaben wuchs auch der Konvent rasch an. Zu Beginn des 18. Jahrhunderts lebten je zehn bis fünfzehn Professen und Novizen im Theologiestudium, drei bis fünf Pfortenbrüder und etwa ebenso viele Bedienstete im Regensburger Konvent. Das Ansehen der Karmeliten in der Stadt wuchs zusehends, vor allem durch ihr selbstloses Wirken in der Krankenpflege bei der Pestepidemie im Jahr 1713. Versorgte sich der Konvent zunächst vor allem durch Almosensammeln, so verbesserte sich die finanzielle Lage durch die Entwicklung des Karmelitengeistes um 1720 erheblich. Dieser ist bis heute ein wichtiges wirtschaftliches Standbein des Klosters.
Dem Höhepunkt des karmelitischen Lebens in Regensburg, der in der ersten Hälfte des 18. Jahrhunderts zu sehen ist, folgte rasch der Abstieg. Während der allgemeinen Säkularisation in Bayern 1802/03 blieb das Kloster vorerst bestehen, da Regensburg unter Karl Theodor von Dalberg weiterhin ein selbstständiges Fürstentum blieb. Allerdings ging dieses bereits 1810 an das Königreich Bayern über. Am 3. November 1810 erfolgte deshalb die Schließung der Karmelitenkirche. Dem Kloster wurde noch eine Schonzeit von knapp zwei Jahren zugestanden, bevor der Konvent am 13. August 1812 aufgelöst wurde. Nur der ehemalige Prior des Klosters, Pater Avertan Riedl, und der Bruder Candidus Walcher durften in einem Teil des ehemaligen Klosters bleiben, um mit zwei Klosterknechten auf Staatsrechnung das nunmehr Königliche Melissengeistinstitut weiter zu betreiben. Die restlichen Konventgebäude wurden als Gefängnis genutzt, während die Klosterkirche derweil als Mauthalle diente. Dabei ging die ursprüngliche Innenausstattung verloren. Der Hochaltar aus rotem Marmor wurde etwa an die Pfarrei Schärding in Oberösterreich verkauft.

### Neugründung des Klosters im Jahr 1836
Am 4. November 1836 erfolgte die feierliche Rückgabe der Klosterkirche und eines Teils der Konventgebäude an den Karmelitenorden. König Ludwig I. hatte zuvor auf Fürsprache seines Innenministers Eduard von Schenk ein „Hospiz der Unbeschuhten Karmeliten in Regensburg“ genehmigt. Bereits seit 1835 betrieb Bruder Candidus auf Ordensrechnung die Sanierung der Klosterkirche. Diese wurde mit Ausstattungsstücken, die aus verschiedenen Kirchen aufgekauft wurden, versehen und am 24. November 1836 neu geweiht. Das neu gegründete Kloster war zunächst nur mit Bruder Candidus und Pater Maximilian Pfister, dem aus Würzburg kommenden Nachfolger des 1828 verstorbenen Pater Avertan, besetzt. Mit Wirkung zum 17. Mai 1839 wurde der Konvent unter dem Prior P. Maximilian erneut errichtet.
Im Jahr 1847 erfolgte die komplette Rückgabe der Klostergebäude mit Ausnahme der ehemaligen Klosterbrauerei, die inzwischen in Privatbesitz gelangt war. In diesem Gebäude wurde später für lange Zeit das Hotel Karmeliten betrieben, bevor dieses 2012 zugunsten eines Neubaus mit knapp 180 Wohnungen und Luxusappartements abgerissen wurde. Die übrigen Klostergebäude und die Klosterkirche konnten erst im Jahr 1903 endgültig aus Staatsbesitz abgelöst werden.

### Gründungen der Regensburger Karmeliten im 19. und 20. Jahrhundert
Der Neubau des karmelitischen Lebens in Regensburg war sehr gut gelungen, da bereits 1851 ein Gelände im Stadtteil Kumpfmühl erworben werden konnte. In den Jahren 1898 bis 1900 ließ man dort ein Seminar für den Ordensnachwuchs und einen neobarocken Kirchenbau errichten, die Theresienkirche. In seiner Hochzeit kamen dort rund sechzig Zöglinge unter. Während an Kloster und Kirche St. Josef bei Bombenangriffen im Zweiten Weltkrieg nur leichte Fenster- und Dachschäden entstanden, wurde die Niederlassung in Kumpfmühl weitgehend zerstört. Im Jahr 1945 begann der Wiederaufbau. Doch bereits 1975 wurde das Studienseminar aufgelöst, 1985 auch die angeschlossene klösterliche Gemeinschaft. Im Jahr 1920 wurde den Marienschwestern vom Karmel aus Linz ein Grundstück an der Landshuter Straße überlassen. Diese gründeten dort das Theresienheim, ein Wohnheim für Mädchen und junge Frau in Ausbildung und Studium. Später kamen mehrere Einrichtungen, unter anderem Altenheime, verteilt im ganzen Bistum Regensburg, hinzu. Bereits 1889 gründete der Konvent ein Kloster auf dem Kreuzberg in Schwandorf, in dem seit 2009 Patres der indischen Ordensprovinz leben.
Um gegen eine mögliche Aufhebung des Konvents im Zuge des Kulturkampfes gerüstet zu sein, gründeten die Regensburger Karmeliten ab 1875 Niederlassungen im Ausland. Im Jahr 1876 errichteten sie einen Konvent in Geleen in den Niederlanden, von dem später mehrere weitere Gründungen in den Niederlanden ausgingen. Im Jahr 1905 gründete der Regensburger Karmel außerdem einen Konvent in den Vereinigten Staaten. Dort betreuen Karmeliten seither die Wallfahrt zum Nationalheiligtum Basilika Maria Hilfe der Christen auf dem Holy Hill im Bundesstaat Wisconsin.

## Beschreibung

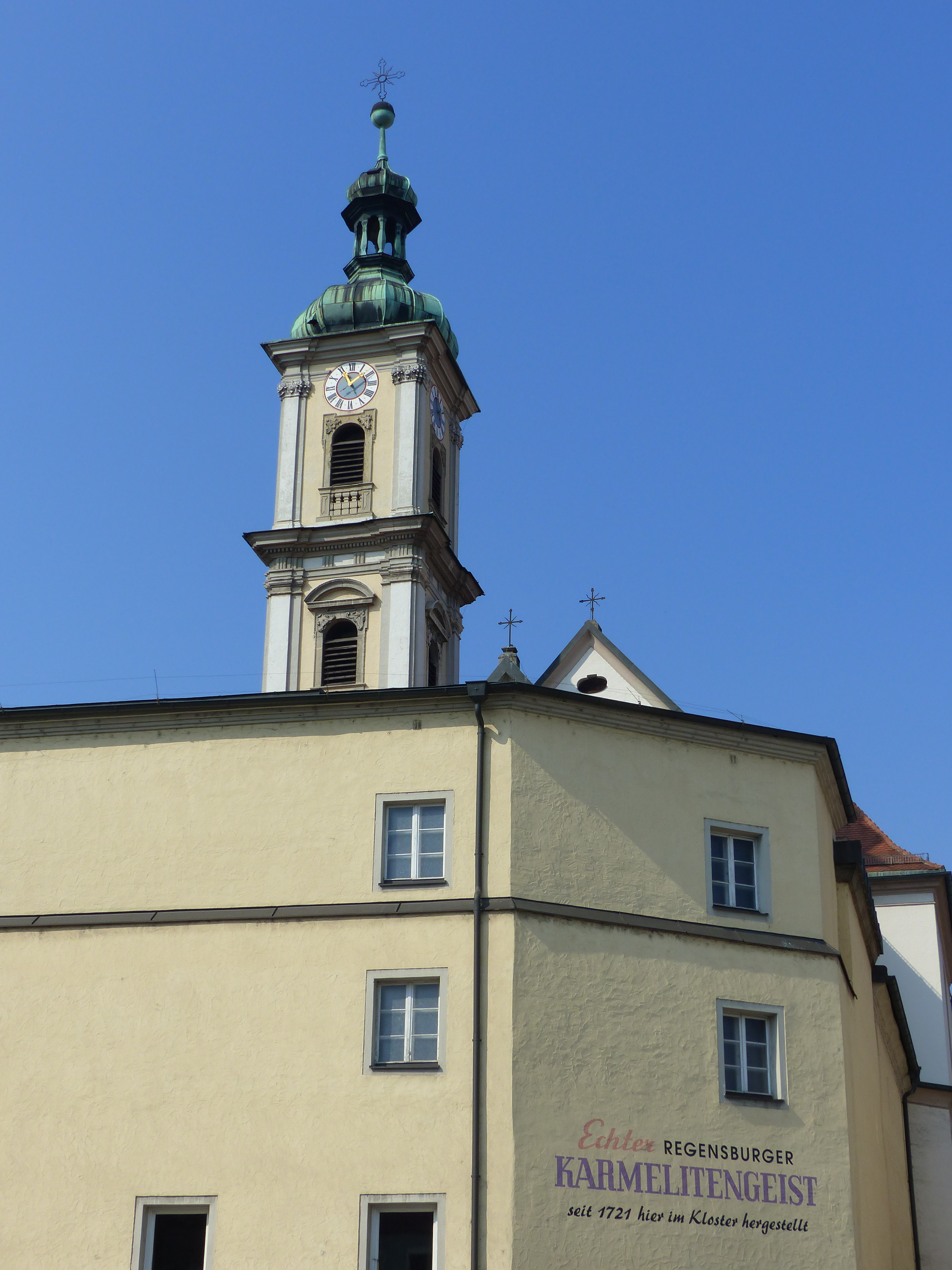
Fabrikbau des Klosters St. Josef von Osten

Die Konventgebäude bilden eine Mehrflügelanlage, die sich südlich und östlich der Karmelitenkirche St. Josef erstreckt. Die dreigeschossigen Sattel- und Walmdachbauten sind im Wesentlichen um zwei Innenhöfe herum angeordnet. Zum Alten Kornmarkt hin erstreckt sich der Pfortenbau, ein langgestreckter, traufständiger Satteldachbau. Südlich der Kirche befindet sich der vierflügelige Konventbau mit Kreuzgang. Der Sakristeitrakt mit integriertem Kirchturm schafft die Verbindung zu dem Fabrikbau auf der Ostseite, wo der beliebte Karmelitengeist hergestellt wird. Insbesondere der Sakristeitrakt enthält ältere Bauteile des Freisinger Bischofshofes, die noch aus dem 13. Jahrhundert stammen.

## Karmelitengeist
Das Kloster wurde bekannt durch den Echten Regensburger Karmelitengeist, den Pater Ulrich Eberskirch OCD, ein Apotheker, im Jahre 1721 erfand. Seit dieser Zeit wird er ununterbrochen im Regensburger Karmelitenkloster hergestellt und von dort aus vertrieben. Auch während der Auflösung des Klosters von 1812 bis 1836 durften zwei Ordensleute in Regensburg bleiben, um den Karmelitengeist herzustellen. Das Rezept wird streng gehütet; nur zwei Brüder des Klosters kennen es. Es handelt sich um ein „reines Destillat aus naturreinen Gewürzen und Kräutern“. Es wird bei Magenbeschwerden, Blähungen, Schlaflosigkeit, Ohnmacht, Herzschwäche, Rheumatismus, neuralgischen Schmerzen und zur Desinfektion von Wunden sowohl innerlich als auch äußerlich angewendet. Allerdings ist beim Genuss wegen des hohen Alkoholgehalts Vorsicht walten zu lassen.